# Tom Sturridge
Pour les articles homonymes, voir Sturridge.
Tom Sturridge né le 5 décembre 1985 à Londres en Angleterre, est un acteur britannique.
Il est connu pour avoir joué dans Adorable Julia, Like Minds, et pour son rôle dans Good Morning England. Depuis 2022, il tient le rôle principal dans la série The Sandman. 

## Biographie
Tom Sturridge est né le 5 décembre 1985 dans le quartier de Lambeth, au cœur de Londres. Il est le fils du réalisateur anglais Charles Sturridge et de l'actrice anglaise Phoebe Nicholls, et le petit-fils de l'acteur Anthony Nicholls et de l'actrice Faith Kent (née Heaslip). Son grand-père maternel était le photographe Horace Nicholls.
Il a suivi sa scolarité au sein de The Harrodian School et du Winchester College, qu'il a quitté avant de passer son A-level (examen de fin de secondaire en Angleterre). Il a un frère prénommé Arthur et une sœur, Matilda, qui ont également pris des cours de théâtre. Matilda Sturridge est actuellement une actrice.

### Vie privée
En mars 2011, il entame une relation avec l'actrice Sienna Miller. Ensemble, ils ont une fille prénommée Marlowe, née le 7 juillet 2012. Le couple se sépare en juillet 2015.
Tom Sturridge est en couple avec Alexa Chung, avec qui il est aperçu pour la première fois lors du Tournoi de Wimbledon 2022.
Il est proche de l'acteur anglais Robert Pattinson.

## Carrière
Il commence sa carrière en 1996 à la télévision dans la mini-série Les Voyages de Gulliver et il tourne de nouveau sous la direction de son père dans Le Mystère des fées : Une histoire vraie, l'année suivante.
En 2004, il joue dans les films Vanity Fair : La Foire aux vanités de Mira Nair et Adorable Julia d'István Szabó.
En 2008, il est pressenti pour tenir le rôle principal du film Jumper, mais il est remplacé au bout de deux mois de production par Hayden Christensen, plus connu pour un film à gros budget.
En 2009, il se fait connaitre en interprétant Carl dans la comédie Good Morning England.
En 2010, il est le partenaire de Rachel Bilson dans la comédie romantique Waiting for Forever.
En 2012, il joue dans le road movie Sur la route, l'adaptation cinématographique du roman de Jack Kerouac, aux côtés de Kristen Stewart, Sam Riley, Garrett Hedlund et Kirsten Dunst.
En 2015, il joue dans Loin de la foule déchaînée réalisé par Thomas Vinterberg et L'homme qui voulait se souvenir. L'année d'après, il joue le rôle d'Henri VI dans The Hollow Crown.
En 2017, il tourne dans plusieurs films : Mary Shelley d'Haifaa al-Mansour, où il incarne Lord Byron, Song to Song de Terrence Malick, Men of Honor de Saul Dibb et Double Date de Benjamin Barfoot. L'année suivante il intègre le casting de la série Sweetbitter.
En 2022, il est à l'affiche des séries Irma Vep et Sandman, basée sur la série de romans graphiques du même nom de Neil Gaiman, où il tient le rôle principal de Morpheus / Rêve.

## Filmographie

### Cinéma
- 1997 : Le Mystère des fées : Une histoire vraie (FairyTale : A True Story) de Charles Sturridge : Hab
- 2004 : Vanity Fair : La Foire aux vanités (Vanity Fair) de Mira Nair : Georgy jeune
- 2004 : Adorable Julia (Being Julia) d'István Szabó : Roger Gosselyn
- 2005 : Brothers of the Head de Keith Fulton et Louis Pepe : Barry Howe
- 2006 : Like Minds de Gregory J. Read : Nigel Colby
- 2009 : Good Morning England (The Boat That Rocked) de Richard Curtis : Carl
- 2010 : Waiting for Forever de James Keach : Will Donner
- 2011 : Junkhearts de Tinge Krishnan : Danny
- 2012 : Sur la route (On the Road) de Walter Salles : Carlo Marx
- 2013 : Effy Gray de Richard Laxton : John Everett Millais
- 2015 : Loin de la foule déchaînée (Far from the Madding Crowd) de Thomas Vinterberg : Sergent Francis « Frank » Troy
- 2015 : L'homme qui voulait se souvenir (Remainder) d'Omer Fast : Tom
- 2017 : Mary Shelley d'Haifaa al-Mansour : Lord Byron
- 2017 : Song to Song de Terrence Malick : Le frère de BV
- 2017 : Men of Honor (Journey's End) de Saul Dibb : Hibbert
- 2017 : Double Date de Benjamin Barfoot : John
- 2018 : 3 Way Junction de Juergen Bollmeyer : Carl
- 2019 : Velvet Buzzsaw de Dan Gilroy : Jon Dondon
- 2024 : La veuve Clicquot : François Clicquot
- 2025 : Le Mage du Kremlin (The Wizard of the Kremlin) d'Olivier Assayas

#### Courts métrages
- 2018 : Hello Apartment de Dakota Fanning : Adam
- 2019 : Skin de Daisy Stenham : Nathan

### Télévision

#### Séries télévisées
- 1996 : Les Voyages de Gulliver (Gulliver's Travels) : Tom Gulliver
- 2016 : The Hollow Crown : Henri VI
- 2018 - 2019 : Sweetbitter : Jake
- 2022 : Irma Vep : Eamonn
- 2022 : Sandman : Morpheus / Rêve

#### Téléfilm
- 2004 : A Waste of Shame : William Herbert